# Karel Hájek
Pour les articles homonymes, voir Hájek.
Karel Hájek (Lassenitz, 22 janvier 1900 - Prague, 31 mars 1978) est un photojournaliste tchécoslovaque.

## Biographie
Ses parents tenaient une auberge et sa mère avait cuisiné trois fois pour Emmy Destinn.
Il épousa en deuxièmes noces Slávka Procházková, membre de l'Opéra d'État de Prague. Il fit la Première Guerre mondiale dans le Tyrol et en revint le 25 octobre 1919.
De la Première République tchécoslovaque à la République socialiste tchécoslovaque en passant par le protectorat de Bohême-Moravie nazi, il exerça sa profession du mieux qu'il pouvait selon Petr Vilgus (cs). Il a fait le portrait des présidents Tomáš Masaryk, Emil Hácha, Klement Gottwald et Edvard Beneš, dont il était le photographe personnel.
Il travailla pour Melantrich, Svět v obrazech et Pestrý týden, avec qui il collabora pendant les années 1930 et fut un réformateur du journalisme tchèque, aux côtés de Pavel Altschul (de), František Illek (sk), Alexandr Paul (cs) et Václav Jírů.
Avec Jindřich Marco (cs), Oldřich Straka (cs), Karel Ludwig (cs), Václav Jírů et Václav Chochola (de), il fut l'un de ceux qui documentèrent la vie sous le protectorat.

## Trucage photographique
Le 21 février 1948, le dirigeant communiste Klement Gottwald, futur président de Tchécoslovaquie, intervient sur le balcon d'un palais baroque à Prague pour s'adresser aux milliers de personnes qui remplissent la place de la Vieille-Ville. Vladimír Clementis est juste à côté de lui. Sur ce balcon commence l'histoire du communisme de Bohême. La scène est photographiée par Karel Hájek, et tous les enfants connaissent alors cette photo, visible sur les affiches de propagande, dans les manuels scolaires et dans les musées.
Quatre ans plus tard, après la condamnation et l'exécution de Clementis, le département de la propagande fait effacer le nom de Clementis des livres d'histoire et son portrait de toutes les photographies. Sur cette photo ainsi retouchée, Gottwald apparaît désormais seul sur le balcon. Tout ce qui reste de Clementis étant la toque qu'il aurait donnée à Gottwald et que celui-ci a sur la tête,.

## Galerie

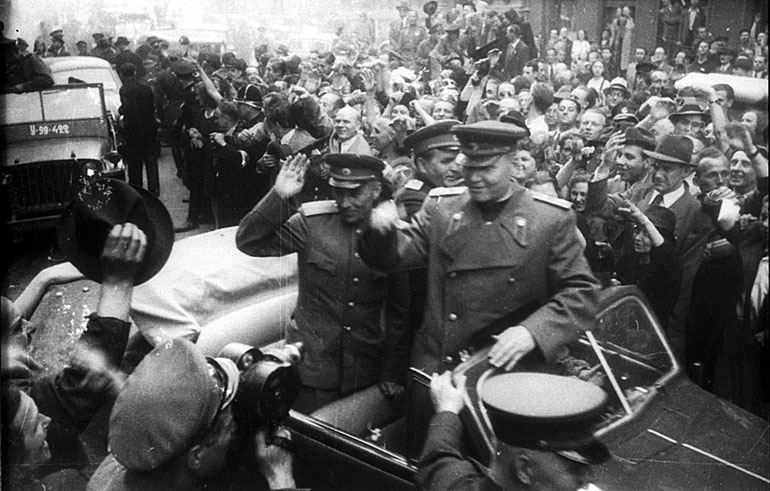
Le maréchal Koniev à la libération de Prague.
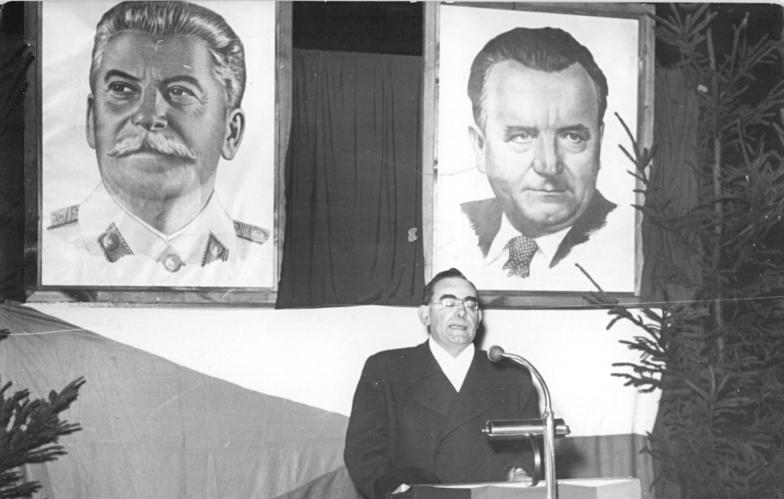